# FC 재즈
FC 재즈(핀란드어: Football Club Jazz)는 포리를 연고로 하는 핀란드의 축구 클럽이다. 현재는 핀란드의 3부 리그인 위쾨넨에 참가하고 있다.
1934년 포린 팔로토베리트(Porin Pallo-Toverit)라는 이름으로 창단되었으며 1992년에 지금과 같은 이름으로 바뀌었다. "재즈"라는 이름은 포리에서 매년 열리고 있는 재즈 페스티벌에서 유래된 이름이다.

## 선수 명단

### 현역
참고: FIFA 자격 규정에 따라 소속된 국가대표팀 국기를 표시합니다. 선수는 복수의 FIFA 비회원국 국적을 가지고 있을 수 있습니다.
| 번호 | 포지션 | 국적 | 이름 |
| ---- | ------ | ---- | ---- |

| 번호 | 포지션 | 국적 | 이름 |
| ---- | ------ | ---- | ---- |

## 성적
- 베이카우스리가 우승 2회 (1993, 1996)

틀:위쾨넨